# Xã West End, Quận Richland, Bắc Dakota
Xã West End (tiếng Anh: West End Township) là một xã thuộc quận Richland, tiểu bang Bắc Dakota, Hoa Kỳ. Năm 2010, dân số của xã này là 39 người.